# Lingua yaghnobī
Lo yaghnobī́ è una lingua iranica moderna, parlata in Tagikistan.
Si tratta della fase moderna di una varietà del sogdiano, un idioma medio-iranico. È chiamato per questo anche neosogdiano.
I parlanti si concentravano nella valle dello Yaghnob, posta a nord-ovest del Pamir. I locutori furono trasferiti nello Zafarobod negli anni '70, negli anni '90 alcuni parlanti sono tornati nella valle dello Yaghnob. Ci sono alcune comunità nei villaggi di Zumand e Kůkteppa e anche nella capitale Dušanbe. La maggior parte è bilingue e parla correttamente il tagico.

## Dialetti
Ci sono due principali dialetti, uno occidentale e uno orientale. Le maggiori differenze consistono nella fonetica.

## Scrittura
Lo yaghnobī è stata una lingua orale fino a pochi decenni fa. Esiste un metodo di trascrizione dei suoni della lingua usata in ambito accademico:
a (á), ā (ā́), b, č, d, e (é), f, g, ɣ, h, ḥ, i (í), ī (ī́), ǰ, k, q, l, m (m̃), n (ñ), o (ó), p, r, s, š, t, u (ú), ū (ū́), ʏ (ʏ́), v, w (u̯), x, x°, y, z, ž, ع.
Localmente si usa un alfabeto tagico modificato:
А а (a) Б б (b) В в (v) Ԝ ԝ (w) Г г (g) Ғ ғ (ɣ) Д д (d) Е е (e/je) Ё ё (ë/jo) Ж ж (ž) З з (z) И и (i, ī) Ӣ ӣ (ī) й (j) К к (k) Қ қ (q) Л л (l) М м (m) Н н (n) О о (o) П п (p) Р р (r) С с (s) Т т (t) У у (u, ū, ʏ) Ӯ ӯ (ū, ʏ) Ф ф (f) Х х (x) Хԝ хԝ (x°) Ҳ ҳ (h, ḥ) Ч ч (č) Ҷ ҷ (ǰ) Ш ш (š) Ъ ъ (ع) Э э (e) Ю ю (ju, jū, jʏ) Я я (ja).
In passato i mullah hanno usato anche l'alfabeto perso-arabico.